# Nagykapus
Nagykapus (románul Copșa Mare, németül Gross-Kopisch ) falu Romániában Szeben megyében.

## Fekvése
Segesvártól 25 km-re délnyugatra fekszik, Berethalomtól 2 km-re keletre található.

## Története
1219-ben villa Fel Kopusi néven említik először. 15. századi szász erődített evangélikus templomát tornyokkal erősített 16. századi romladozó védőfal erősíti.
A trianoni békeszerződésig Nagy-Küküllő vármegye Segesvári járásához tartozott.

## Népessége
1910-ben 1071, többségben német lakosa volt, jelentős román kisebbséggel.